# هارموت شرایبر
هارموت شرایبر (آلمانی: Hartmut Schreiber; ۲۸ ژانویهٔ ۱۹۴۴) قایقران روئینگ اهل آلمان شرقی بود.
وی در مسابقات کشوری و بین‌المللی در مجموع برندهٔ ۲ مدال نقره، ۱ مدال برنز شده‌است.